# Редмонд, Уилл
Уилл Э. Редмонд (англ. Will E. Redmond; 28 декабря 1993, Мемфис, Теннесси) — профессиональный американский футболист, сэйфти. Выступает в НФЛ в составе клуба «Индианаполис Колтс». На студенческом уровне играл за команду университета штата Миссисипи. На драфте НФЛ 2016 года был выбран в третьем раунде.

## Биография
Уилл Редмонд родился 28 декабря 1993 года в Мемфисе. Учился в школе Ист Хай, в составе её футбольной команды играл на позициях сэйфти и квотербека. На момент выпуска занимал седьмое место в рейтинге лучших игроков штата Теннесси по версии 247Sports. После окончания школы поступил в университет штата Миссисипи.

### Любительская карьера
Сезон 2012 года Редмонд провёл в статусе освобождённого игрока, тренируясь с командой, но не участвуя в официальных матчах. В 2013 году он дебютировал в футбольном турнире NCAA, сыграл в восьми матчах и сделал 23 захвата. В 2014 году он был запасным корнербеком и никельбеком команды, но стал её лидером по количеству сделанных перехватов.
В своём последнем сезоне в колледже Редмонд стал игроком стартового состава. Он провёл за команду семь матчей с 25 захватами и двумя перехватами, после чего получил разрыв крестообразных связок колена и пропустил вторую часть сезона.

#### Статистика выступлений в NCAA
| Сезон | Команда                  | Игры | Захваты | Захваты | Захваты | Захваты | Захваты | Перехваты | Перехваты | Перехваты | Перехваты | Перехваты | Фамблы | Фамблы | Фамблы | Фамблы |
| Сезон | Команда                  | Игры | Solo    | Ast     | Tot     | Loss    | Sk      | Int       | Yds       | Y/R       | TD        | PD        | FR     | Yds    | TD     | FF     |
| ----- | ------------------------ | ---- | ------- | ------- | ------- | ------- | ------- | --------- | --------- | --------- | --------- | --------- | ------ | ------ | ------ | ------ |
| 2012  | Миссисипи Стейт Буллдогз | —    | —       | —       | —       | —       | —       | —         | —         | —         | —         | —         | —      | —      | —      | —      |
| 2013  | Миссисипи Стейт Буллдогз | 8    | 14      | 9       | 23      | 2,5     | 0,0     | 0         | 0         | 0,0       | 0         | 2         | 0      | 0      | 0      | 0      |
| 2014  | Миссисипи Стейт Буллдогз | 12   | 37      | 14      | 51      | 3,0     | 0,0     | 3         | 5         | 1,7       | 0         | 5         | 0      | 0      | 0      | 0      |
| 2015  | Миссисипи Стейт Буллдогз | 7    | 18      | 7       | 25      | 0,0     | 0,0     | 2         | 38        | 19,0      | 0         | 1         | 0      | 0      | 0      | 0      |
| Всего | Всего                    | 27   | 69      | 30      | 99      | 5,5     | 0,0     | 5         | 43        | 8,6       | 0         | 8         | 0      | 0      | 0      | 0      |

### Профессиональная карьера

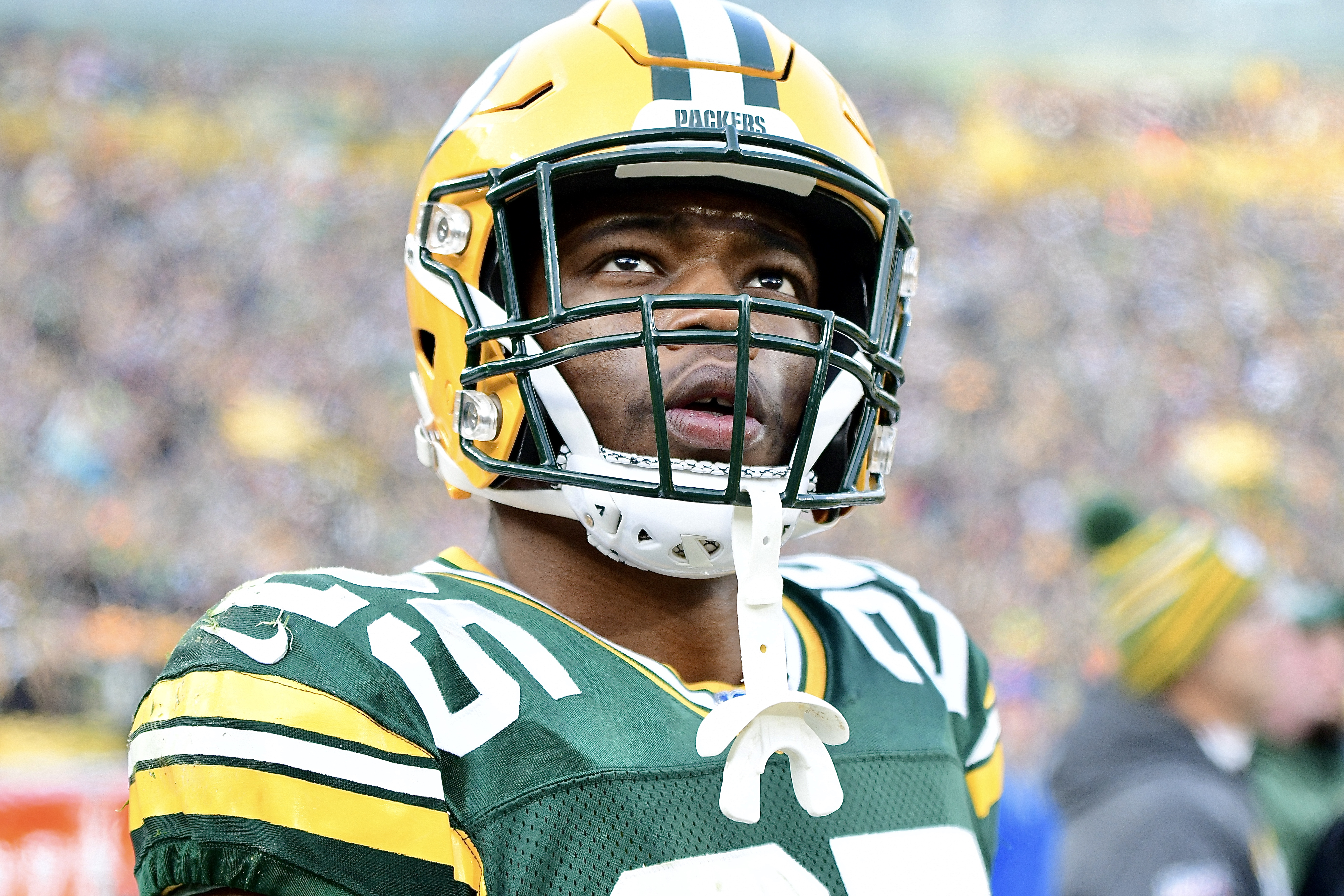
Редмонс в составе «Пэкерс» в 2019 году.

Перед драфтом НФЛ 2016 года аналитики издания Bleacher Report лучшими качествами Редмонда называли скорость и подвижность, навыки игры в прикрытии и стремление действовать по мячу. Главным недостатком указывались возможные последствия травмы колена, к другим минусам относили небольшой опыт игры в стартовом составе и недостаток техники захватов соперника.
На драфте Редмонд был выбран «Сан-Франциско Форти Найнерс» в третьем раунде под общим 68 номером. В июне 2016 года он подписал с клубом четырёхлетний контракт. Перед стартом чемпионата его внесли в список травмированных, он продолжал реабилитацию после разрыва связок колена, перенесённого в 2015 году. В ноябре представители клуба сообщили, что на поле Редмонд сможет вернуться не раньше 2017 года. В последующее межсезонье он не сумел восстановиться и в сентябре 2017 года снова был внесён в список травмированных. В октябре 2017 года клуб принял решение об отчислении игрока.
Концовку сезона 2017 года Редмонд провёл в тренировочном составе «Канзас-Сити Чифс». В сентябре 2018 года клуб отчислил его, спустя несколько дней он стал игроком тренировочного состава «Грин-Бэй Пэкерс». В ноябре его перевели в основной состав. До конца чемпионата Редмонд принял участие в пяти матчах, в основном выходя на поле как игрок специальных команд
. В 2019 году он сыграл в тринадцати матчах регулярного чемпионата, в четырёх из них выходил на поле в стартовом составе, заменяя травмированного Дарнелла Сэвиджа. По ходу сезона 2020 года Редмонд также принял участие в тринадцати играх, став одним из лидеров специальных команд «Пэкерс». В августе 2021 года он повредил палец в предсезонном матче. Три месяца он провёл в списке травмированных и в конце ноября был отчислен.
В декабре 2021 года Редмонд подписал контракт с «Индианаполисом» и сыграл за клуб в пяти матчах регулярного чемпионата.

#### Статистика выступлений в НФЛ

##### Регулярный чемпионат
| Сезон | Команда            | Игры | Захваты | Захваты | Захваты | Захваты | Захваты | Перехваты | Перехваты | Перехваты | Перехваты | Перехваты | Фамблы | Фамблы | Фамблы | Фамблы |
| Сезон | Команда            | Игры | Solo    | Ast     | Tot     | Loss    | Sk      | Int       | Yds       | Y/R       | TD        | PD        | FR     | Yds    | TD     | FF     |
| ----- | ------------------ | ---- | ------- | ------- | ------- | ------- | ------- | --------- | --------- | --------- | --------- | --------- | ------ | ------ | ------ | ------ |
| 2018  | Грин-Бэй Пэкерс    | 5    | 1       | 0       | 1       | 0       | 0,0     | 0         | 0         | 0,0       | 0         | 0         | 0      | 0      | 0      | 0      |
| 2019  | Грин-Бэй Пэкерс    | 13   | 25      | 11      | 36      | 1       | 0,0     | 0         | 0         | 0,0       | 0         | 1         | 0      | 0      | 0      | 0      |
| 2020  | Грин-Бэй Пэкерс    | 13   | 21      | 7       | 28      | 0       | 0,0     | 0         | 0         | 0,0       | 0         | 1         | 0      | 0      | 0      | 0      |
| 2021  | Индианаполис Колтс | 3    | 0       | 0       | 0       | 0       | 0,0     | 0         | 0         | 0,0       | 0         | 0         | 0      | 0      | 0      | 0      |
| Всего | Всего              | 34   | 47      | 18      | 65      | 1       | 0,0     | 0         | 0         | 0,0       | 0         | 2         | 0      | 0      | 0      | 0      |

##### Плей-офф
| Сезон | Команда         | Игры | Захваты | Захваты | Захваты | Захваты | Захваты | Перехваты | Перехваты | Перехваты | Перехваты | Перехваты | Фамблы | Фамблы | Фамблы | Фамблы |
| Сезон | Команда         | Игры | Solo    | Ast     | Tot     | Loss    | Sk      | Int       | Yds       | Y/R       | TD        | PD        | FR     | Yds    | TD     | FF     |
| ----- | --------------- | ---- | ------- | ------- | ------- | ------- | ------- | --------- | --------- | --------- | --------- | --------- | ------ | ------ | ------ | ------ |
| 2019  | Грин-Бэй Пэкерс | 2    | 2       | 0       | 2       | 0       | 0,0     | 0         | 0         | 0,0       | 0         | 0         | 0      | 0      | 0      | 0      |
| 2020  | Грин-Бэй Пэкерс | 2    | 0       | 0       | 0       | 0       | 0,0     | 0         | 0         | 0,0       | 0         | 0         | 0      | 0      | 0      | 0      |
| Всего | Всего           | 4    | 2       | 0       | 2       | 0       | 0,0     | 0         | 0         | 0,0       | 0         | 0         | 0      | 0      | 0      | 0      |